# 千葉県道243号市原埠頭線

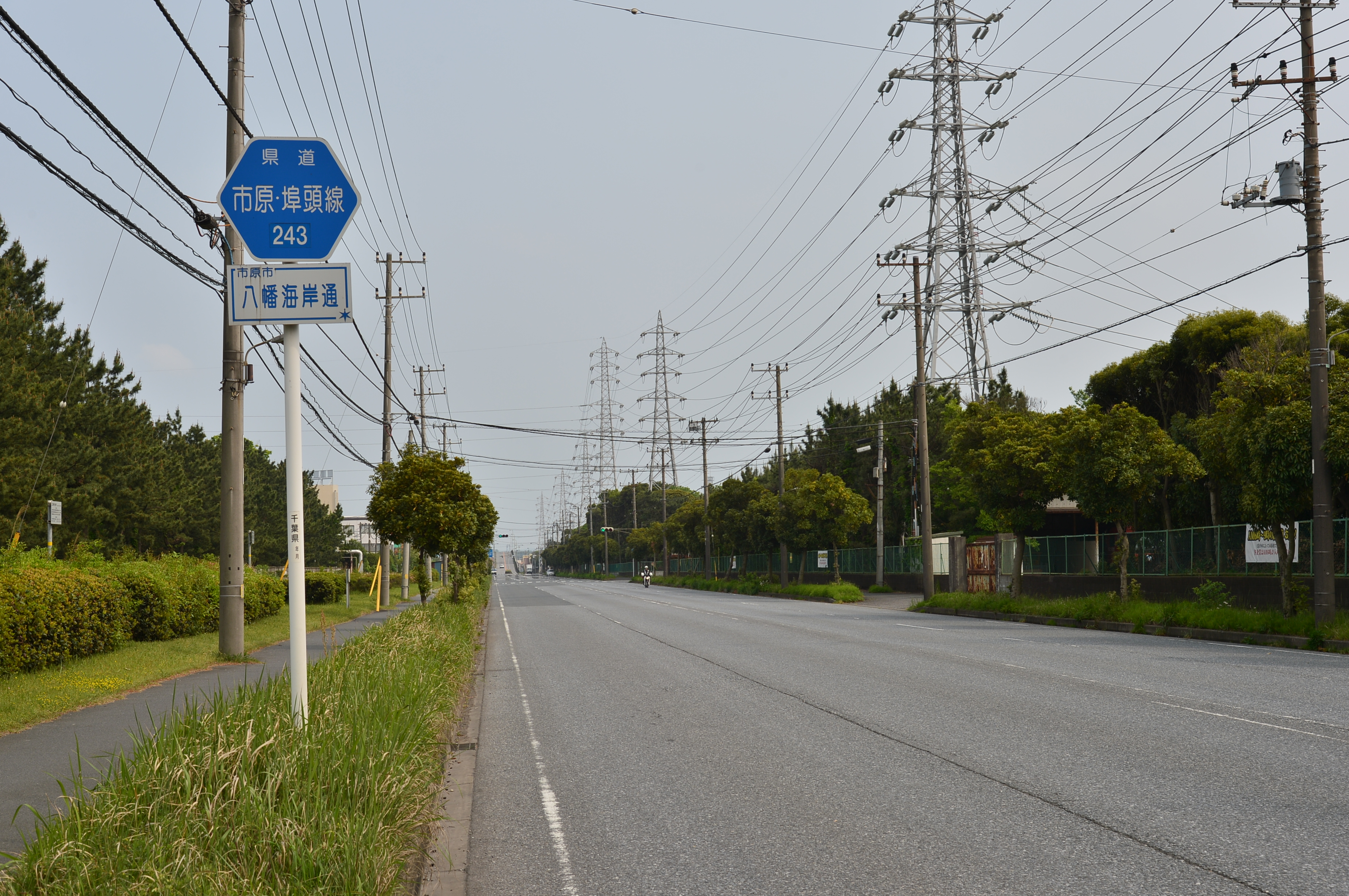
千葉県道243号市原埠頭線
市原市八幡海岸通（2016年5月）

千葉県道243号市原埠頭線（ちばけんどう243ごう いちはらふとうせん）は、千葉県市原市を走る一般県道。

## 路線データ
- 起点：市原市八幡海岸通（市原埠頭）
- 終点：市原市八幡海岸通（市原埠頭入口交差点、国道16号・国道297号交点）
- 総延長：1.334 km（市原土木事務所管内：1.334 km）
- 重用延長：なし（市原土木事務所管内：0.0 km）
- 実延長：1.334 km（市原土木事務所管内：1.334 km[1]）

## 地理

### 通過する自治体
- 千葉県市原市

### 交差する道路
- 国道16号・国道297号 - 市原市八幡海岸通（市原埠頭入口交差点、終点）

### 沿線
- 京葉臨海鉄道臨海本線 京葉市原駅
- 理研電線千葉工場
- 富士電機システムズ千葉工場
- 王子コーンスターチ千葉工場
- 丸紅建材リース市原工場
- AGCエンジニアリング千葉工場
- 星光PMC千葉工場